# Bendungan (Lebakwangi)
Bendungan is een bestuurslaag in het regentschap Kuningan van de provincie West-Java, Indonesië. Bendungan telt 2458 inwoners (volkstelling 2010).